# Худ (сура)
Вижте пояснителната страница за други значения на Худ.
Сура Худ (арабски: سورة هود) е единадесетата сура от Корана. Тя се състои от 123 аята и е низпослана в Мека. Сурата носи името на пророка Худ, чиято история е разказана в знамения 50 до 60. След подробен анализ се стига до заключението, че сурата вероятно е низпослана веднага след сура Юнус.

## Тема
Темата на сурата е същата, като тази на сура Юнус, т.е. покана към Посланието, напомняне и предупреждение.